# Aldona Fogiel
Aldona Fogiel, po mężu Boroń (ur. 16 stycznia 1972) – polska lekkoatletka, płotkarka, specjalizująca się w biegu na 100 metrów przez płotki, mistrzyni i reprezentantka Polski.

## Kariera sportowa
Była zawodniczką AZS-AWF Warszawa.
Na mistrzostwach Polski seniorek na otwartym stadionie wywalczyła dziesięć medali, w tym pięć w biegu na 100 m ppł - trzy złote w 1992, 1995 i 1996, srebrny w 1994 i brązowy w 1991 oraz pięć w sztafecie 4 x 100 metrów, w tym cztery złote (1994, 1995, 1997 i 1998) i jeden srebrny (1992). Na halowych mistrzostwach Polski seniorek zdobyła pięć medali, w tym cztery w biegu na 60 m ppł - złoty w 1993, srebrne w 1992, 1996 i 1997, a także brązowy medal w biegu na 60 metrów w 1997.
W 1991 wystąpiła na mistrzostwach Europy juniorów, zajmując 4. miejsce w biegu na 100 m ppł, z czasem 13,70. Reprezentowała Polskę w I lidze Pucharu Europy w 1996, zajmując 6. miejsce w biegu na 100 m ppł, z wynikiem 13,58.
Od 2007 jest trenerem lekkiej atletyki w klubie UKS LA Basket Warszawa
Rekordy życiowe:
- 100 m ppł: 13,21 (12.08.1995)[7]
- 60 m ppł: 8,21 (24.02.1996)[8]